# Перси, Генри, 2-й барон Перси
Ге́нри де Пе́рси (англ. Henry de Percy; до 6 февраля 1301 — 26 февраля 1352) — английский аристократ, землевладелец и военачальник, 2-й барон Перси из Алника с 1314 года, старший сын Генри де Перси, 1-го барона Перси из Алника, и Элеаноры Фицалан. Принимал активное участие в обороне англо-шотландской границы от набегов шотландцев, занимая с 1327 года должность хранителя Шотландских марок. Перси участвовал во многих шотландских походах Эдуарда III, а в 1333 году играл важную роль в возведении Эдуарда Баллиола на шотландский трон, за что получил от того ряд владений в Шотландии. Кроме того, ему удалось приобрести манор Уоркуэрт недалеко от принадлежавшего ему замка Алник. Хотя из-за слабости Эдуарда Баллиола ему не удалось удержать приобретения в Шотландии, он смог в качестве компенсации получить владения в Нортумберленде и должность констебля отобранного у шотландцев Берика, что сделало его одной из важных фигур в англо-шотландском Пограничье. Также эти приобретения дали его наследникам территориальную власть, которая сделала род Перси одной из важнейших сил в английской политике в отношении Шотландии.
Во время начавшейся Столетней войны был одним из хранителей Английского королевства, занимаясь обороной Северной Англии от набегов шотландцев. В 1346 году сыграл ключевую роль в разгроме вторгнувшейся армии шотландского короля Давида II Брюса в битве при Невиллз-Кроссе.

## Происхождение
Генри происходил из аристократического рода Перси. Его родоначальником был Жоселин де Лувен, младший сын графа Лувена и герцога Нижней Лотарингии Готфрида (Жоффруа) I Бородатого, происходившего из Лувенского дома, восходившего по женской линии к Каролингам. Жоселин перебрался в Англию после брака своей сестры, Аделизы Лувенской, с королём Генрихом I Боклерком, где женился на Агнес де Перси. Она происходила из англонормандского рода Перси, родоначальник которого Уильям I де Перси после нормандского завоевания обосновался в Англии, получив владения в Йоркшире, Линкольншире, Эссексе и Хэмпшире, а позже посредством брака унаследовавший также земли в Кембриджшире. Центром этих владений был замок Топклиф. После угасания первого рода Перси их владения, составлявшие феодальную баронию Топклиф, унаследовали потомки Агнес и Жоселина, принявшие родовое прозвание матери.
Один из потомков Жоселина, Генри Перси, 9-й феодальный барон Перси из Топклифа, был одним из военачальников во время правления Эдуарда I и Эдуарда II, проявив себя в войнах с Шотландией. За свои заслуги 1-й барон Перси получил ряд земельных приобретений в Англии и Шотландии, а также купил замок Алник в Нортумберленде, что заложило основы для укрепления положения рода Перси в англо-шотландском Пограничье. Однако после смерти Эдуарда I владения в Шотландии были утрачены. В 1299 году Генри был вызван в английский парламент как 1-й барон Перси из Топклифа. В первые годы правления Эдуарда II он сначала был в числе его сторонников, но позже, будучи недовольным шотландской политикой короля и передачей одной из своих должностей королевскому фавориту Пирсу де Гавестону, перешёл на сторону лордов-ордайнеров. Во время баронского восстания Генри играл одну из ведущих ролей в захвате Гавестона в 1312 году. Хотя после этого владения Перси были конфискованы королём, уже в 1413 году они были возвращены по амнистии.
Генри был женат на Элеаноре Фицалан, происходившей из знатного рода Фицаланов. Она была, вероятнее всего, дочерью Ричарда Фицалана, 8-го графа Арундела, и Алазии ди Салуццо. В этом браке родилось двое сыновей, старшим из которых был Генри.

## Молодые годы
Генри родился, вероятно, в феврале 1301 года в замке Леконфилд в Йоркшире. Его отец умер в 1314 году, когда Генри был несовершеннолетним. В октябре 1318 года ему были переданы под управление замок Алник и все владения отца, за исключением йоркширских.
Несмотря на молодость, Перси в мае 1321 года присутствовал на съезде северных баронов, который проводил Томас Ланкастер, лидер баронской оппозиции королю Эдуарду II. Однако Перси сохранил лояльность королю и 26 декабря 1321 года вступил в управление своим наследством, принеся королю оммаж за свои владения. К этому моменту Генри уже был женат на Идонее де Клиффорд, дочери покойного барона Роберта де Клиффорда, бывшего союзника его отца.

## Барон англо-шотландского Пограничья
26 марта 1322 года Перси был вызван в армию, которой командовал Эндрю Харкли, 1-й граф Карлайл, для войны против шотландцев. В том же году его посвятили в рыцари. В 1323 году он служил в Нортумберленде под командованием Дэвида Стратбоги, графа Атолла, причём ему было велено уделять особое внимание защите замка Алник. До конца правления Эдуарда II Генри Перси был вовлечён в англо-шотландские отношения. В частности, в апреле 1323 года он был одним из английских заложников, переданных в качестве гарантии безопасности Томаса Рэндольфа, графа Морея, а в июле 1325 года — одним из уполномоченных, назначенных для контроля за соблюдением перемирия с Шотландией. В 1324 году Перси занимал должность хранителя побережья Йоркшира, а в 1325 году — хранителя побережья Нортумберленда. Также в этот период он был хранителем замка Скиптон, а немного ранее, между 1321 и 1324 годами, — хранителем замка Скарборо.
В октябре 1326 года в Англию вторглась армия, которую возглавляли королева Изабелла, жена Эдуарда II, и мятежный барон Роджер Мортимер, выступавшие против засилия королевских фаворитов Диспенсеров. В числе других представителей знати, поддержавших королеву, оказался и Перси. Эдуард II был свергнут, а на престол возвели его наследника, Эдуарда III.
Смена короля обострила отношения с Шотландией. Уже через несколько недель после коронации Эдуарда III королевская армия отправилась в Нортумберленд, однако поход оказался неудачным, в результате чего Генри Перси пришлось принимать активное участие в обороне англо-шотландской границы от набегов шотландцев. 14 февраля 1327 года королевский совет возложил на него обязанности по общей обороне Северной Англии. По условиям контракта Перси был обязан собрать отряд из 100 воинов и других своих людей, с которыми должен был оборонять границу до следующей Троицы. В качестве оплаты ему была установлена рента в тысячу марок. 2 дня спустя он получил на тот же срок должность хранителя Шотландских марок. 23 апреля Перси был назначен одним из послов для переговоров с шотландцами, а 5 сентября — главнокомандующим в Шотландских марках, а 9 октября стал одним из двух посланников, назначенных для переговоров об окончательном мире с Шотландией, закончившихся подписанием в 1328 году невыгодного для Англии Нортгемптонского договора.
Также после коронации Эдуарда III Перси заключил контракт на пожизненную военную службу, по которому ему выплачивали ежегодную ренту в 500 марок. 1 марта 1328 года взамен этого жалования корона передала Генри владения рода Клаверинг в Нортумберленде, в том числе манор и замок Уоркуэрт. Хотя в 1331 году парламент объявил подобные военные договоры недействительными, в результате чего Генри лишился контракта, позже король с согласия парламента дал Перси разрешение унаследовать все поместья Клайверингов. Последний представитель рода, Джон де Клаверинг, умер в 1332 году. Окончательно все их владения Генри унаследовал в 1345 году, когда умерла вдова Джона. Также в 1328 году Перси на некоторое время был пожалован Уорикский замок, а в апреле 1330 года он был хранителем замка Бамборо.

## Поддержка Эдуарда Баллиола
В 1329 году умер король Шотландии Роберт I Брюс, а годом позже — его соратник, Джеймс Дуглас. Новый король, Давид II, был несовершеннолетним, регентом королевства стал Томас Рэндольф, граф Морей. Английский король, недовольный условиями Нортгемптонского договора, хотя первоначально и не показывал, что не желает соблюдать его условия, но не мог пренебречь и требованиями «лишённых наследства» своих северных сторонников. В числе их были как английские аристократы, лишившиеся владений в Шотландии после обретения ею независимости, так и шотландские противники Брюса, которых на родине считали предателями. Их владения Роберт I раздал своим сторонникам.
Одним из «лишённых наследства» был Генри Перси. Ещё находясь в Шотландии во время мирных переговоров, он проявил интерес к удовлетворению своих территориальных претензий, которые занимали его в течение последующих 5 лет. 28 июля 1326 года король Шотландии Роберт I Брюс подтвердил за Генри право на шотландские земли, которые его отец получил «по наследству или каким-либо справедливым и законным образом». Речь шла о владениях Урр в Галлоуэе и Красный замок в Ангусе. Несомненно, что Перси использовал свою ведущую роль в мирных переговорах с Шотландией для достижения своих личных интересов. При этом его требования были юридически сомнительными, поскольку 3 июня 1331 года он заплатил 200 марок законным наследникам, чтобы те отказались от своих прав. Однако данный факт предполагает, что в течение некоторого времени он всё-таки владел этими землями в Шотландии.
В это время при английском дворе нашёл убежище Эдуард Баллиол, сын бывшего короля Иоанна I. После смерти Брюса он предъявил права на шотландский трон. Эдуард III хотя первоначально формально никак не поддерживал претензии Баллиола, но и не мешал «лишённым наследства» помогать ему. Первую попытку тот предпринял летом 1332 года после смерти регента, графа Морея, вторгшись в Шотландию. 11 августа ему удалось разбить армию, которую возглавлял новый регент, граф Мар, в битве при Дапплин-Муре, после чего короновался в Скуне шотландской короной. Однако вскоре Баллиол был вынужден покинуть Шотландию.
В 1333 году в обмен на обещание территориальных уступок Англии Эдуард III согласился официально поддержать претензии Баллиола. 19 июля английская армия в битве при Халидон-Хилле разбила шотландцев, которыми командовал регент Арчибальд Дуглас, после чего Эдуард Баллиол вновь стал королём Шотландии. Изгнанный из Шотландии Давид II Брюс нашёл приют при дворе французского короля, который поддерживал его стремления вернуть себе шотландский трон.
Генри Перси, который до того, как английский король согласился поддержать Баллиола, вёл себя осторожно, стал одним из главных сторонников шотландского претендента. 9 мая 1333 года он обязался пожизненно служить Баллиолу в Шотландии, сохранив при этом свою верность королю Англии, и присоединился к нему с контингентом из 100 воинов или 30 рыцарей. Взамен ему были обещаны владения в Шотландии с ежегодным доходом в 2 тысячи марок. Свою награду он получил меньше чем за 3 месяца. Вскоре после захвата англичанами Берика 29 июля Перси получил часть Лохмабена, Аннандейл и Моффат. 5 сентября ему была предоставлена часть конфискованной собственности в Стерлинге. 20 сентября 1334 года его владения в Лохмабене были увеличены, после чего стали приносить тысячу марок в год. В итоге общий доход от новых шотландских владений Перси почти достиг обещанных 2 тысяч марок.
Генри в июле 1333 года участвовал в осаде Берика и, вероятно, в битве при Халидон-Хилле. 1 октября он получил от Баллиола вызов в созываемый им шотландский парламент, поэтому в феврале 1334 года он был в Эдинбурге.
Важность Перси для Баллиола, особенно во время осады Берика, доказывает тот факт, что при предоставлении ему владений были проигнорированы требования другого «лишённого наследства» — Эдварда де Богуна, младшего сына Хамфри де Богуна, 4-го графа Херефорда, который в 1306 году получил от Эдуарда I Лохмабен и Аннандейл. Поскольку эти владения находились в той части Шотландии, которую Баллиол по договору передал Эдуарду III, то именно английский король занимался урегулированием спора между Перси и Богуном. В итоге 20 сентября 1334 года Генри передал владения английской короне, взамен он и его наследники получили замок и лес Джедбург в шотландском Лоуленде, приносящие доход в тысячу марок в год, а также ежегодную ренту в 500 марок от таможни Берика. Кроме того, он получил должность констебля замка Берик. В феврале 1335 года он также получил все владения в Нортумберленде, которые ранее принадлежали Патрику Данбару, графу Марчу.

## Последующие годы
Хотя большинство представителей шотландской знати заключило мир с Баллиолом, но произошедшее летом 1334 года восстание ослабило его власть в Шотландии. Последующие три года Эдуарду III пришлось предпринимать немалые усилия для того, чтобы удержать своего союзника на шотландском троне. Одним из первых шагов, направленных на это, стало назначение 3 августа хранителями Шотландских марок Генри Перси и Ральфа Невилла. В январе 1335 года Перси отразил нападение шотландцев в Редесдейле, а в июле того же года играл ведущую роль в грандиозном походе в Шотландию, когда был главнокомандующим в отряде, который Баллиол вёл из Берика. Также Перси участвовал в шотландских походах Эдуарда III в 1336 и 1337 годах. В дальнейшем началось противостояние между Англией и Франции, которое переросло в Столетнюю войну и отвлекло Эдуарда III от Шотландии, в результате чего в 1341 году Давид II смог себе вернуть шотландский трон. При этом Генри Перси независимо от того, получал ли он официальные назначения, играл ведущую роль в защите Северной Англии. В октябре 1337 года он воевал с шотландцами в Аллендейле, а в начале 1338 года был послан для осады Данбара. В феврале 1339 года он был комиссаром по поддержанию порядка в Йорке, а в октябре снова был направлен на помощь Баллиолу. Важность барона Перси получила подтверждение 28 апреля 1340 года, когда Эдуард III назначил его одним из советников, которые должны были давать советы его наследнику, принцу Эдуарду, во время пребывания короля за пределами Англии.
Главным достижением Перси в последующие годы стала та роль, которую он сыграл во время масштабного вторжения, которое начал Давид II Брюс в 1346 году. После победы англичан в битве при Креси Генри стал одним из хранителей королевства. Чтобы отвлечь англичан, король Франции Филипп VI заключил договор с Шотландией об альянсе, призвав Давида II начать войну с Англией. Убеждённый в том, что Эдуард III не оставил в стране достаточно сил для обороны, Брюс вторгся в Англию. Узнав об этом, Генри Перси, Ральф Невилл и архиепископ Йоркский Уильям де ла Зуш собрали армию, которая разбила шотландцев в битве при Невиллз-Кроссе. Многие шотландские магнаты были убиты, часть попала в плен. Был пленён и сам Давид II. «Хроника Ланеркоста» сообщает, что Генри Перси был слишком болен, поэтому он не принял участие в последовавшем затем английском вторжении в Шотландию.
Захват в плен шотландского короля и гибель или захват в плен ведущих шотландских магнатов создали для английской знати условия, схожие с теми, что позволили Эдуарду III в 1333 году возвести Баллиола на шотландский трон. 26 января 1347 года Перси заключил договор с Лайонелем Антверпом, графом Ольстером, вторым сыном Эдуарда III, управлявшим Англией во время отсутствия отца. По его условиям он обязался в течение года служить в Шотландии с контингентом из 100 человек. Армия, подготовленная для выступления, состояла из двух отрядов. Одним, который выступил из Карлайла, командовал Эдуард Баллиол, а Перси командовал вторым, собранным в Берике. Однако из-за того, что Англия воевала во Франции, ресурсов оказалось недостаточно, поэтому вновь занять шотландский трон Баллиолу не удалось, однако он вернул себе английские владения в Южной Шотландии, что укрепило контроль Перси над землями в Джедбурге.
В 1349 и 1350 годах Перси участвовал в мирных переговорах с Шотландией, а в 1351 году был комиссаром по поддержанию порядка в Нортумберленде.

## Смерть и наследство
Генри Перси умер 26 февраля 1352 года в замке Уоркуорт и был похоронен в Алнике. Его последнее завещание было датировано 13 сентября 1349 года. Судя по дате, он написал его, скорее всего, опасаясь смерти от свирепствовавшей в это время эпидемии чумы. Из одного из завещаний Перси следует, что, преследуя свои территориальные амбиции в Шотландии и ведя военные действия на севере Англии, он намеревался отправиться в крестовый поход на Святую Землю. Поэтому он оставил своему наследнику 1000 марок (во флорентийских флоринах), которые он собрал для этой цели, с пожеланием, чтобы последний совершил поход вместо него.
Генри Перси сделал не меньше для возвышения своего рода, чем его отец. Он не только расширил владения, доставшиеся ему от отца, купив манор Уоркуэрт рядом с Алником. Хотя из-за слабости Эдуарда Баллиола ему не удалось удержать приобретения в Шотландии, он смог в качестве компенсации получить владения в Нортумберленде, что сделало его одной из важных фигур в англо-шотландском Пограничье. Также эти приобретения дали его наследникам территориальную власть, которая сделала Перси одной из важнейших сил в английской политике в отношении Шотландии. Кроме того, не позже 1334 года Перси породнился с королевской семьёй, женив своего наследника, Генри, на Марии Ланкастерской, дочери Генри Плантагенета, 3-го графа Ланкастера.
От брака с Идонеей де Клиффорд, которая пережила своего мужа и умерла в 1365 году, Генри оставил 6 сыновей и 4 дочерей. Его наследником стал старший сын, Генри де Перси. Ещё один сын, Томас, стал в 1356 году епископом Норвича.

## Семья и дети
Жена: с 1321 или ранее Идонея де Клиффорд (ок. 1300 — ум. 24 августа 1365), дочь сэра Роберта де Клиффорда, 1-го барона де Клиффорда, и Мод де Клер. Дети:
- Генри де Перси (ок. 1321 — ок. 18 мая 1368), 3-й барон Перси из Алника с 1352[6][8][21].
- Ричард де Перси[6][8].
- Роджер де Перси[6][8].
- Роберт де Перси[6][8].
- Томас де Перси (около 1332 — 8 августа 1369), епископ Нориджа (Норвича)[англ.] с 1356 года[6][8].
- Уильям де Перси
- Элеонора де Перси (ум. до 18 октября 1361); муж: Джон Фицуолтер (до 1315 — 18 октября 1361), 3-й барон Фицуолтер с 1328[6][8].
- Маргарет де Перси (ум. 2 сентября 1375); 1-й муж: с 20 января 1340[К 3] Роберт де Умфравиль (ум. до 25 мая 1368) ; 2-й муж: ранее 25 мая 1368 Уильям (III) де Феррерс (28 февраля 1333 — 7 января 1371), 3-й барон Феррерс из Гроуби с 1343[6][8].
- Матильда (Мод) де Перси (ум. до 18 февраля 1378); муж: Джон Невилл (ок. 1328 — 17 октября 1388), 3-й барон Невилл из Рэби с 1367[6][8].
- Изабелла де Перси (ум. до 25 мая 1368); муж: после 1350 сэр Уильям де Атон (ум. между 29 сентября 1385 и мартом 1389), 1-й барон Атон с 1371[6][8].